# Innes McCartney

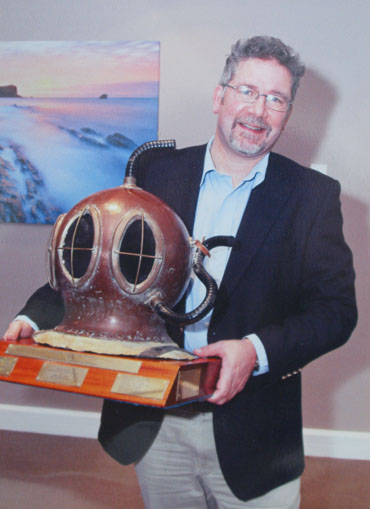
Innes McCartney (2014)

Innes McCartney (* 1964) ist ein britischer Autor, Taucher, Historiker und Unterwasserarchäologe.

## Leben
McCartney studierte Geschichte an der Keele University, der University of Exeter und der Bournemouth University.
1999 fand er das britische Unterseeboot M1. 2001 lokalisierte er beim Tauchen die britischen Schiffswracks Indefatigable und Defence, die 1916 bei der Skagerrakschlacht sanken. Das Schiffswrack der Komet wurde von McCartney im Juli 2006 bei Kap La Hague entdeckt. 2008 fand er das Schiffswrack Armenian. In den Jahren 2015 und 2016 entdeckte McCartney gemeinsam mit einem Team des Sea War Museum Jutland die Wracks von Sparrowhawk und Warrior, die letzten bisher unentdeckten Wracks der Skagerrakschlacht.
McCartney verfasste mehrere Bücher über seine Entdeckungen in der Unterwasserarchäologie.

## Veröffentlichungen (Auswahl)
- „Jutland 1916: The Archaeology of a Modern Naval Battle: The Wreck of HMS Invincible, The World's First Battle Cruiser“. In: Skyllis. The Journal of the German Society for the Promotion of Underwater Archaeology Bd. 12, 2, 2013
- „The Armoured Cruiser HMS Defence: A Case Study in Assessing the Royal Navy Shipwrecks of the Battle of Jutland 1916 as an Archaeological Resource“. In: International Journal of Nautical Archaeology 2012
- British Submarines in World War One. 2008
- „The Anatomy of a Submarine Wreck“. In: DIVER 2007
- British Submarines in World War Two. 2006
- Lost Patrols: Submarine Wrecks of the English Channel 2003
- „Operation Deadlight U-boat Investigation“. After the Battle. 2002